# Lijn 5 (metro van Milaan)
Lijn 5 is een metrolijn in de Italiaanse stad Milaan die het  San Sirostadion in het westen verbindt met Bignami in het noordoosten. Op kaarten en bij de aankleding van treinen en stations wordt paars als hoofdkleur gebruikt.

## Geschiedenis
Het idee om onder de viale Zara en viale Fulvio Testi een metrolijn te leggen stamt uit 1999 toen geschat werd dat ongeveer 14.000 passagiers per uur deze verbinding zouden gebruiken. In 2003 werd de bouw gegund aan de Metro 5 SpA-groep bestaande uit Astaldi, Ansaldo Sistemi, AnsaldoBreda, Alstom, ATM en Torno. Lijn 5 was aanvankelijk een project voor een lijn van Porta Garibaldi naar het noorden, terwijl het deel van Garibaldi naar het westen al sinds 1952 als westelijk deel van lijn 4 in de plannen stond. Deze twee lijnen zouden haaks op elkaar eindigen bij Garibaldi FS wat een eventuele toekomstige verlenging van een van de twee zou verhinderen. Daarom werd besloten om de beide lijnen onder lijnnummer 5 samen te voegen en het station bij Garibaldi onder dat van lijn 2 te bouwen. In november 2006 werd dit goedgekeurd en kwam ook de bekostiging rond.

## Aanleg
Op 16 juli 2007 begon de bouw van de dubbelsporige tunnel tussen Bignami en Marche gevolgd door  twee enkelsporige tunnels tussen Marche en Zara. In november 2010 konden de eerste twee metrostellen worden neergelaten in de startschacht tussen de Viale Marche en de Via Keplero. De proefritten begonnen in mei 2011. De werkzaamheden voor het westelijke deel begonnen op 22 november 2010, vanuit het westen begonnen op 19 maart 2012 de tunnelboormachines bij San Siro met de twee parallelle tunnels naar Tre Torri. Vanuit het oosten begonnen de tunnelboormachines bij Monumentale met de tunnels naar Tre torri. Op 26 maart 2013 bereikten de tunnelboormachines de bouwput bij Tre Torri waarmee de ruwbouw van de geboorde tunnels was voltooid. Door de verlenging tot San Siro werd de net lengte van 100 km bereikt waarmee Milaan tot de grote metronetten in Europa behoort. De tunnels van de lijn liggen tussen de 12 en 22 meter onder het maaiveld.

## Opening
In verband met de wereld familiedagen die in 2012 op het vliegveld Milaan-Bresso, iets ten noorden van Bignami, werden gehouden wilde het gemeentebestuur de lijn tijdelijk van 30 mei tot 3 juni 2012 openstellen om de bezoekers te kunnen vervoeren. De ministeriële commissie vond echter dat er onvoldoende getest was. De in oktober 2012 geplande opening werd evenmin gehaald zodat het consortium vanaf 1 november 2012 € 32.000 per dag aan de gemeente moest betalen. De toestemming voor het proefbedrijf kwam op 20 november 2012. Na 45 dagen proefbedrijf door ATM werd het eerste deel van de lijn tussen Bignami en Zara op 10 februari 2013 geopend voor reizigersverkeer. Ruim een jaar later werd op 1 maart 2014 Garibaldi FS bereikt. Het gemeentebestuur wilde de hele lijn openen voordat de Expo 2015 op 1 mei 2015 haar poorten zou openen. In december 2014 liet de gemeente weten dat slechts de helft van de stations van het westelijke deel op 29 april 2015, op tijd voor de EXPO, geopend zou worden en alle stations in oktober 2015 gereed zouden zijn. Het westelijke deel werd geopend met de vijf gebruiksklare stations ten westen van Garibaldi FS. Gedurende de Expo werden de overige stations geopend met als laatste Tre Torri op 14 november 2015, ruim een week voor de sluiting van de wereldtentoonstelling.

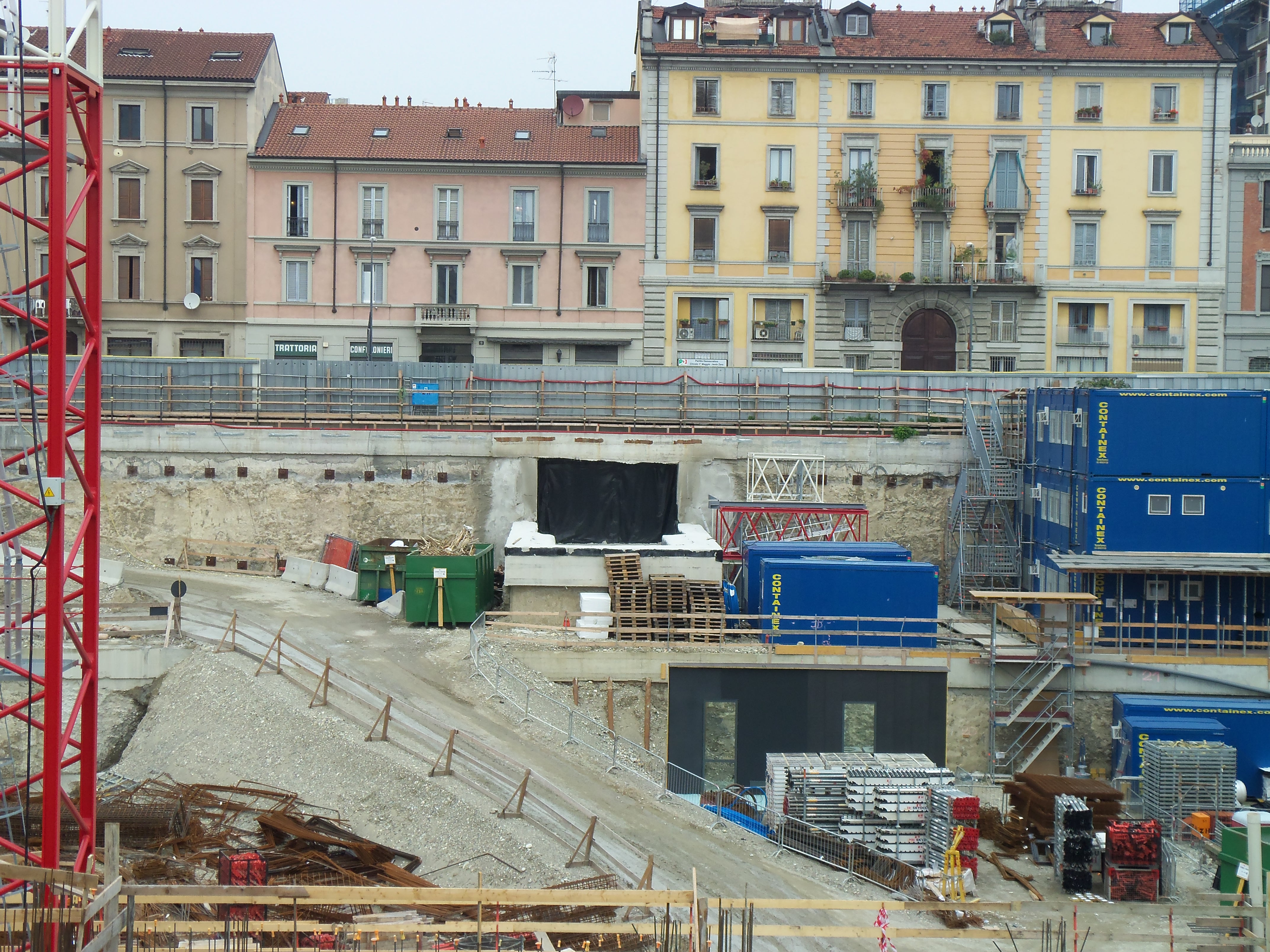
De bouwplaats voor het metrostation naast station Garibaldi.
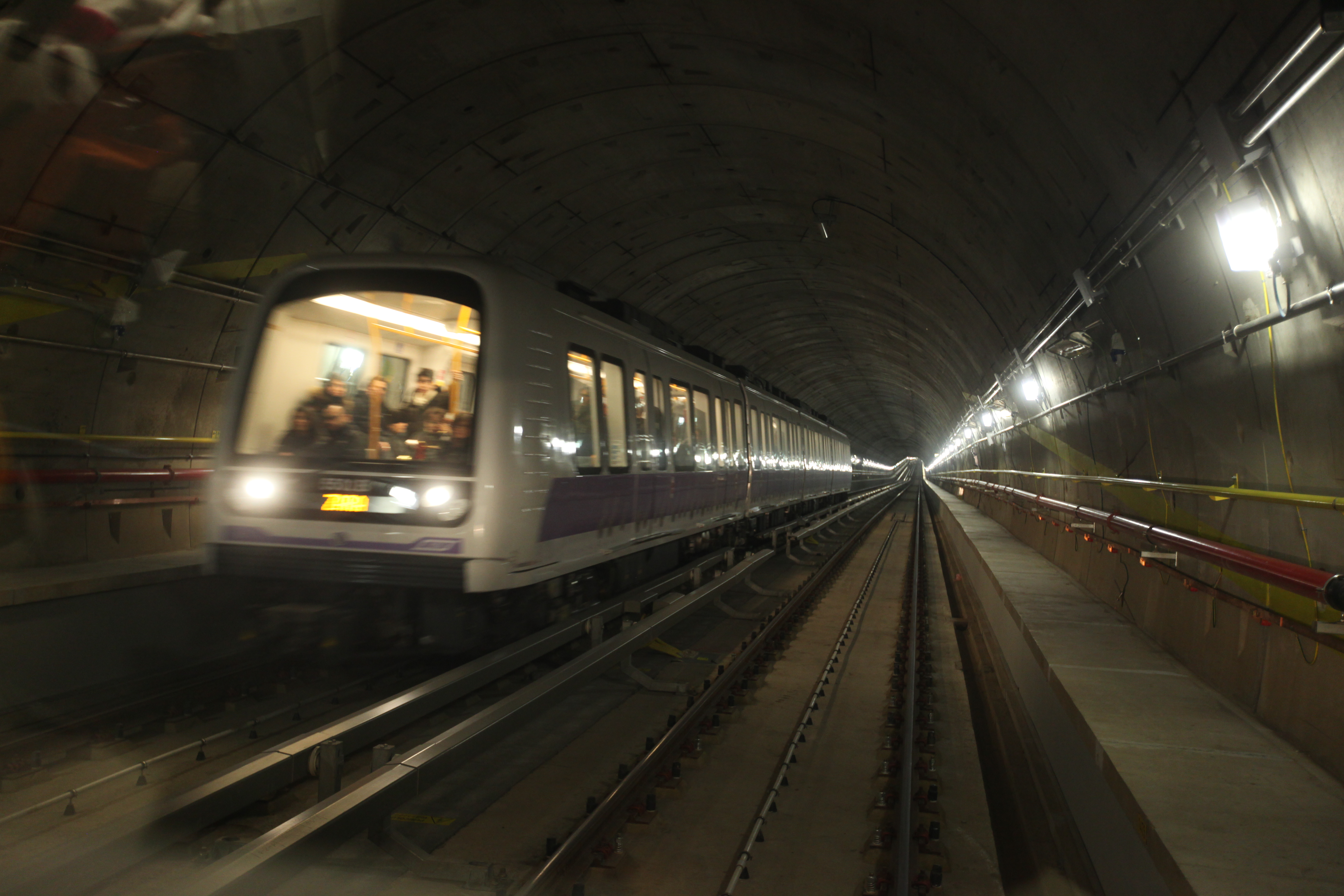
Een metrostel serie 5500 MAAB onderweg op lijn 5 op 16 februari 2013.
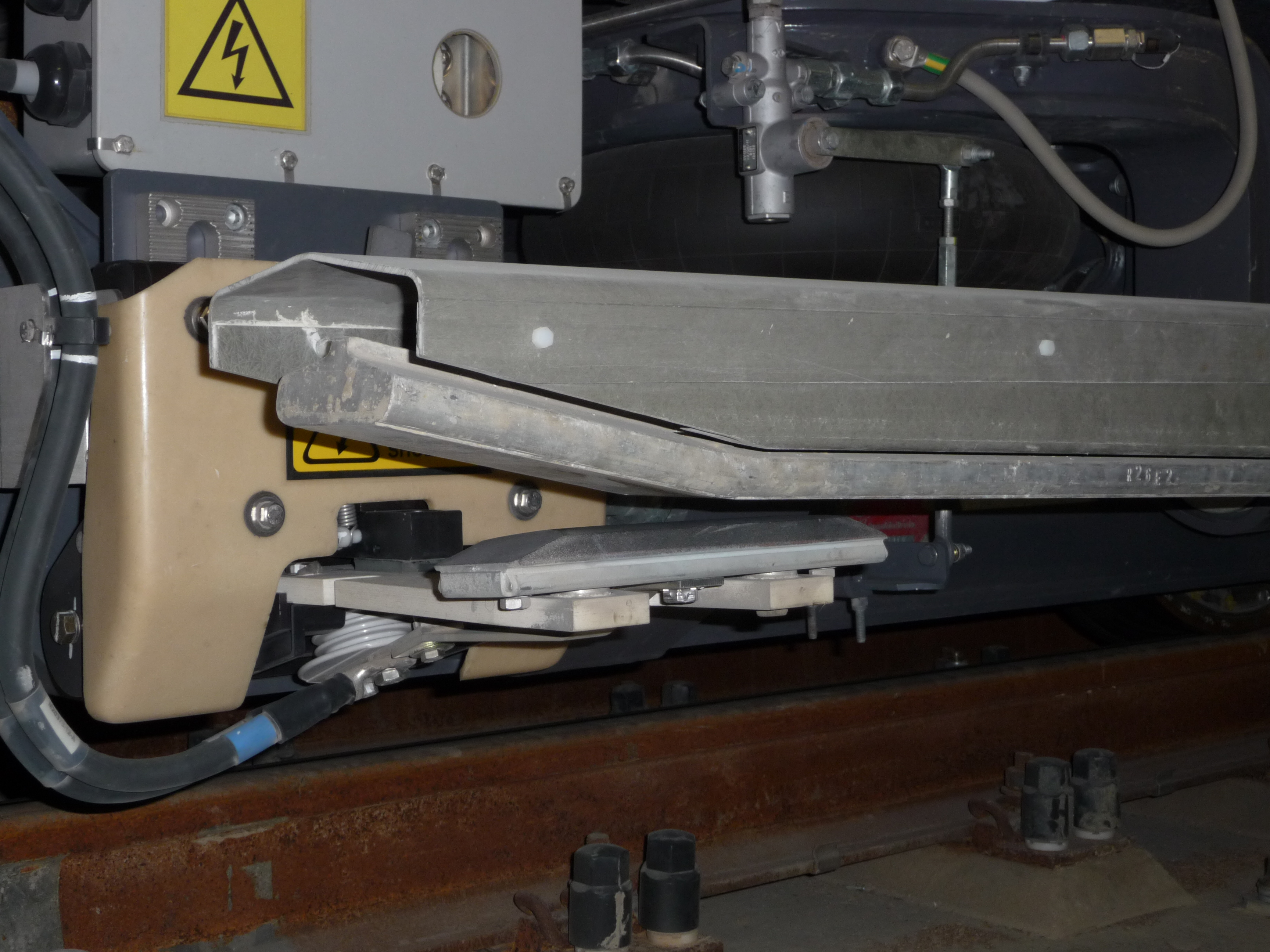
Het sleepcontact en derde rail onder een metrostel.

## Techniek
De lijn wordt, als eerste in Milaan, geëxploiteerd met automatische metrostellen van AnsaldoBreda met een kleiner profiel dan de lijnen 1 t/m 3. De stroomvoorziening loopt via een derde rail en alle perrons zijn voorzien van perrondeuren in verband met de inzet van de automatische metrostellen. De verkeersleiding die de hele lijn aanstuurt is gevestigd bij de opstelsporen van Bignami waar ook klein onderhoud kan worden verricht. Via een verbindingsspoor bij Garibaldi kunnen de metrostellen naar lijn 2 overgebracht worden, vanwaar met de verbindingssporen bij Caiazzo lijn 1 kan worden bereikt. Reparaties en groot onderhoud worden uitgevoerd in het depot Pero aan lijn 1. De perrons langs de lijn zijn slechts 50 meter lang in plaats van 110 meter zoals op de grootprofiellijnen. De metrostellen zijn eveneens korter dan op de grootprofiellijnen maar door de computerbesturing is een hoge frequentie mogelijk van één trein per 90 seconden tot maximaal één per 75 seconden. Hiermee zouden 24000 reizigers per uur vervoerd kunnen worden. In de praktijk ligt de frequentie bij één per 150 seconden omdat er maar een beperkt aantal metrostellen beschikbaar is en de lijn niet over een eigen depot beschikt. Het wagenpark bestaat uit 21 metrostellen van 48 meter lengte van het type MAAB 5500 (Metro Automatico Ansaldo Breda) die bestaan uit vier bakken van 2,65 meter breed. 
Een metrostel kan 536 reizigers vervoeren, waarvan 72 zittend en 2 rolstoelgebruikers. De opgegeven reissnelheid van 30 km/u betekent dat de lijn in krap 26 minuten kan worden afgelegd.

## Stations
| Station              | Overstappunt | Foto * | Type                         | Geopend           | Ligging                       | Opmerkingen |
| -------------------- | ------------ | ------ | ---------------------------- | ----------------- | ----------------------------- | ----------- |
| San Siro Stadio      |              | 510 !  | ondiep gelegen zuilenstation | 29 april 2015     | 45° 28′ 45″ NB, 9° 07′ 8″ OL  |             |
| San Siro Ippodromo   |              | 520 !  | ondiep gelegen zuilenstation | 29 april 2015     | 45° 28′ 34″ NB, 9° 07′ 58″ OL |             |
| Segesta              |              | 530 !  | ondiep gelegen zuilenstation | 29 april 2015     | 45° 28′ 35″ NB, 9° 08′ 16″ OL |             |
| Lotto                |              | 540 !  | ondiep gelegen zuilenstation | 1 november 1964   | 45° 28′ 46″ NB, 9° 08′ 36″ OL |             |
| Portello             |              | 550 !  | ondiep gelegen zuilenstation | 6 juni 2015       | 45° 28′ 53″ NB, 9° 09′ 1″ OL  |             |
| Tre Torri            |              | 560 !  | ondiep gelegen zuilenstation | 14 november 2015  | 45° 28′ 31″ NB, 9° 09′ 17″ OL |             |
| Domodossola FN       |              | 570 !  | ondiep gelegen zuilenstation | 29 april 2015     | 45° 28′ 54″ NB, 9° 09′ 44″ OL |             |
| Gerusalemme          |              | 580 !  | ondiep gelegen zuilenstation | 26 september 2015 | 45° 29′ 0″ NB, 9° 10′ 10″ OL  |             |
| Cenisio              |              | 590 !  | ondiep gelegen zuilenstation | 20 juni 2015      | 45° 29′ 16″ NB, 9° 10′ 24″ OL |             |
| Monumentale          |              | 600 !  | ondiep gelegen zuilenstation | 11 oktober 2015   | 45° 29′ 7″ NB, 9° 10′ 44″ OL  |             |
| Garibaldi FS         |              | 1070 ! | ondiep gelegen zuilenstation | 12 juli 1971      | 45° 29′ 0″ NB, 9° 11′ 16″ OL  |             |
| Isola                |              | 1090 ! | ondiep gelegen zuilenstation | 1 maart 2014      | 45° 29′ 14″ NB, 9° 11′ 28″ OL |             |
| Zara                 |              | 1100 ! | ondiep gelegen zuilenstation | 16 december 1995  | 45° 29′ 33″ NB, 9° 11′ 33″ OL |             |
| Marche               |              | 1300 ! | ondiep gelegen zuilenstation | 10 februari 2013  | 45° 29′ 47″ NB, 9° 11′ 43″ OL |             |
| Istria               |              | 1310 ! | ondiep gelegen zuilenstation | 10 februari 2013  | 45° 30′ 6″ NB, 9° 11′ 52″ OL  |             |
| Ca' Granda           |              | 1320 ! | ondiep gelegen zuilenstation | 10 februari 2013  | 45° 30′ 26″ NB, 9° 12′ 4″ OL  |             |
| Bicocca              |              | 1330 ! | ondiep gelegen zuilenstation | 10 februari 2013  | 45° 30′ 53″ NB, 9° 12′ 19″ OL |             |
| Ponale               |              | 1340 ! | ondiep gelegen zuilenstation | 10 februari 2013  | 45° 31′ 19″ NB, 9° 12′ 33″ OL |             |
| Bignami              |              | 1350 ! | ondiep gelegen zuilenstation | 10 februari 2013  | 45° 31′ 35″ NB, 9° 12′ 43″ OL |             |
| Testi-Gorky          |              | 1360 ! |                              | verwacht 2026     | 0 !                           |             |
| Rondinella-Crocetta  |              | 1370 ! |                              | verwacht 2026     | 0 !                           |             |
| Lincoln              |              | 1380 ! |                              | verwacht 2026     | 0 !                           |             |
| Monza Bettola        |              | 1550 ! | ondiep gelegen zuilenstation | verwacht 2024     | 45° 33′ 22″ NB, 9° 14′ 53″ OL |             |
| Campania             |              | 1560 ! |                              | verwacht 2026     | 0 !                           |             |
| Marsala              |              | 1570 ! |                              | verwacht 2026     | 0 !                           |             |
| Monza FS             |              | 1580 ! |                              | verwacht 2026     | 0 !                           |             |
| Trento Trieste       |              | 1590 ! |                              | verwacht 2026     | 0 !                           |             |
| Parco Villa Reale    |              | 1600 ! |                              | verwacht 2026     | 0 !                           |             |
| Ospedale San Gerardo |              | 1610 ! |                              | verwacht 2026     | 0 !                           |             |
| Monza Brianza        |              | 1620 ! |                              | verwacht 2026     | 0 !                           |             |

* De sorteerwaarde van de foto is de ligging langs de lijn
De lijn kent alleen een kleine werkplaats met opstelsporen bij Bignami zodat de frequentie niet kan worden verhoogd door het toevoegen van extra treinstellen. Pas als een eigen depot beschikbaar is kan dit worden opgelost. In 2019 keurde de regionale raad van Lombardije de overeenkomst tussen hen, de gemeente Milaan en het Ministerie van verkeer goed om de lijn van Bignami door te trekken naar Monza. De bedoeling is dat de lijn in het kader van de Olympische Winterspelen 2026 geopend wordt. Onderdeel van het project is een eigen depot tussen Monza Bettola en Campania zodat indien nodig het aantal metrostellen op de lijn kan worden aangepast. Lijn 1 wordt doorgetrokken tot Monza Bettola zodat de Parkeer en Reis voorziening aldaar aan de autostrada serenissima door twee metrolijnen wordt bediend. Door de aanleg van de metro in Monza wordt een plan uit 1912, voor een ondergrondse tussen Milaan en Monza, alsnog gerealiseerd.